# عبد علي العروسي الحويزي
الشيخ عبد علي بن جمعة العروسي الحويزي (القرن الحادي عشر الهجري(1) - 1112 هـ). هو رجل دين ومُفَسِّر شيعي أصله من مدينة الحويزة إلّا أنه استوطن شيراز. والحويزي مشهورٌ بتأليفه كتاب تفسير نور الثقلين حتى صار يُقال له صاحب نور الثقلين واشتهر بهذا الاسم.

## تلامذته
- نعمة الله الجزائري.

## مؤلفاته
- تفسير نور الثقلين. ذكره الحر العاملي في ترجمته للحويزي في كتابه أمل الآمل فقال: ”له كتاب نور الثقلين في تفسير القرآن أربع مجلدات أحسن فيه وأجاد، نقل فيه أحاديث النبي والأئمة عليهم السلام في تفسير الآيات من أكثر كتب الحديث، ولم ينقل فيه عن غيرهم“.[1] وقد ذكره آغا بزرگ الطهراني في الذريعة وكتب نبذة تعطي صورة عامة عن محتوى الكتاب فقال: ”فَسّر فيه القرآن على ما صدر من الروايات عن أهل البيت الذين هم أدرى به. جمعها من الكتب المعتبرة كالكافي للكليني وتفسير علي بن إبراهيم القمي والإحتجاج للطبرسي وعيون الأخبار وعلل الشرائع وإكمال الدين والتوحيد والخصال ومن لا يحضره الفقيه ومعانى الأخبار والأمالي وثواب الأعمال كلها للصدوق ومجمع البيان للطبرسي والتهذيب للطوسي والتفسير للعياشي والمناقب والغيبة لابن شهرآشوب ونهج البلاغة والصحيفة السجادية والإهليلجة والمحاسن للبرقي والمصباح للكفعمي وغير ذلك. لكنه أسقط أسانيد الروايات وترك ذكر الآيات، ولذلك يصعب معرفة الأخبار المتعلقة بكل آية، ولم يتكلم في تفسير ألفاظ الاية وإعرابها وقرائتها على عكس تفسير كنز الحقائق“.[2]
- شرح لامية العجم. نسبه إليه آغا بزرگ الطهراني كما في الذريعة،[3] إلّا أن عبد الله الأفندي في رياض العلماء ومحسن الأمين في أعيان الشيعة[4] يستقربان أن هذا الكتاب لعبد علي بن رحمة الله الحويزي وليس لعبد علي العروسي الحويزي.
- أصول الدين.
- ديوان شعر.

## الهوامش
- 1 - لم تحدد لنا المصادر تاريخ ولادته، إلا أنه ولد في القرن الحادي عشر الهجري.